# Calle 145 (línea de la Séptima Avenida–Broadway)
Calle 145 es una estación en la línea de la Séptima Avenida-Broadway del Metro de Nueva York. La estación se encuentra localizada en Harlem, Manhattan entre Broadway y la Calle 145, y es servida las 24 horas por los trenes del servicio 1.
La estación fue utilizada como terminal norte del Interborough Rapid Transit Company cuando se habilitó el servicio desde la estación City Hall, en 1904.

## Enlaces externos

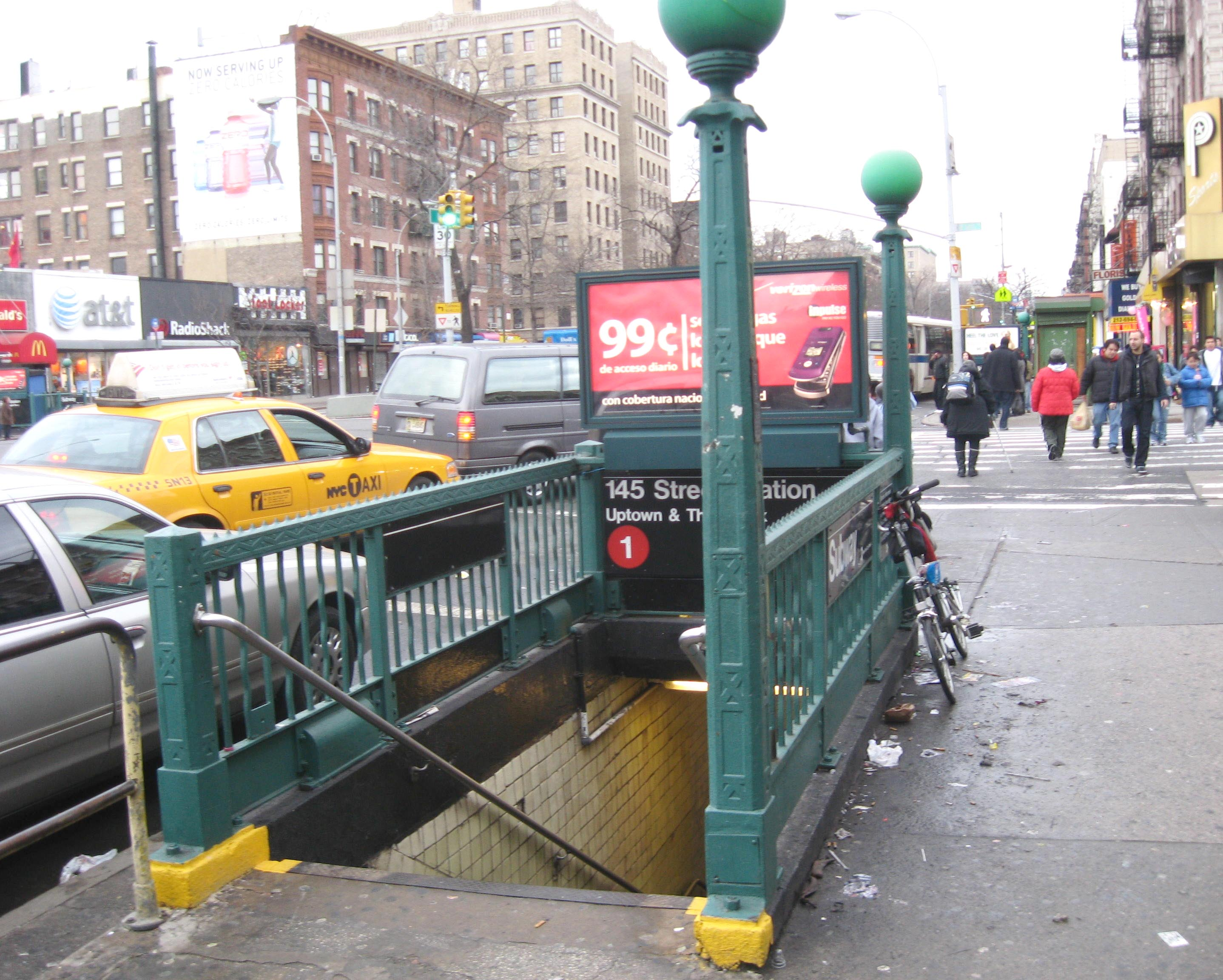
Escalera en la calle.